# كارل وكارل
كارل وكارل (بالإنجليزية: Carl²) مسلسل رسوم متحركة كندي عرض لأول مره في 7 أغسطس 2005 واستمر عرضه حتى 23 يناير 2001 تمت دبلجة المسلسل للغة العربية وعرض على قناة إم بي سي 3.

## روابط خارجية
- كارل وكارل على موقع IMDb (الإنجليزية)
- كارل وكارل على موقع ميتاكريتيك (الإنجليزية)
- كارل وكارل على موقع ألو سيني (الفرنسية)
- كارل وكارل على موقع قاعدة بيانات الفيلم (الإنجليزية)